# Othman Ben Arfa
Othman Ben Arfa (arabe : عثمان بن عرفة), né le 13 décembre 1941 au Bardo[réf. nécessaire], est un haut fonctionnaire tunisien.
Il est PDG de la Société tunisienne de l'électricité et du gaz de 2002 à 2011.

## Biographie

### Formation et carrière professionnelle
Après des études au lycée technique Émile-Loubet de Tunis, il est envoyé par l'État tunisien[réf. nécessaire], nouvellement indépendant, aux États-Unis pour poursuivre des études d'ingénieur en électrotechnique. Il y suit des cours au Northrop Institute of Technology (pt) en Californie, d'où il sort diplômé en 1965[source insuffisante].
De retour en Tunisie, il contribue à la mise en place du système d'aide à la navigation aérienne de l'aéroport de Tunis-Carthage sous la direction de Mokhtar Latiri[réf. nécessaire].

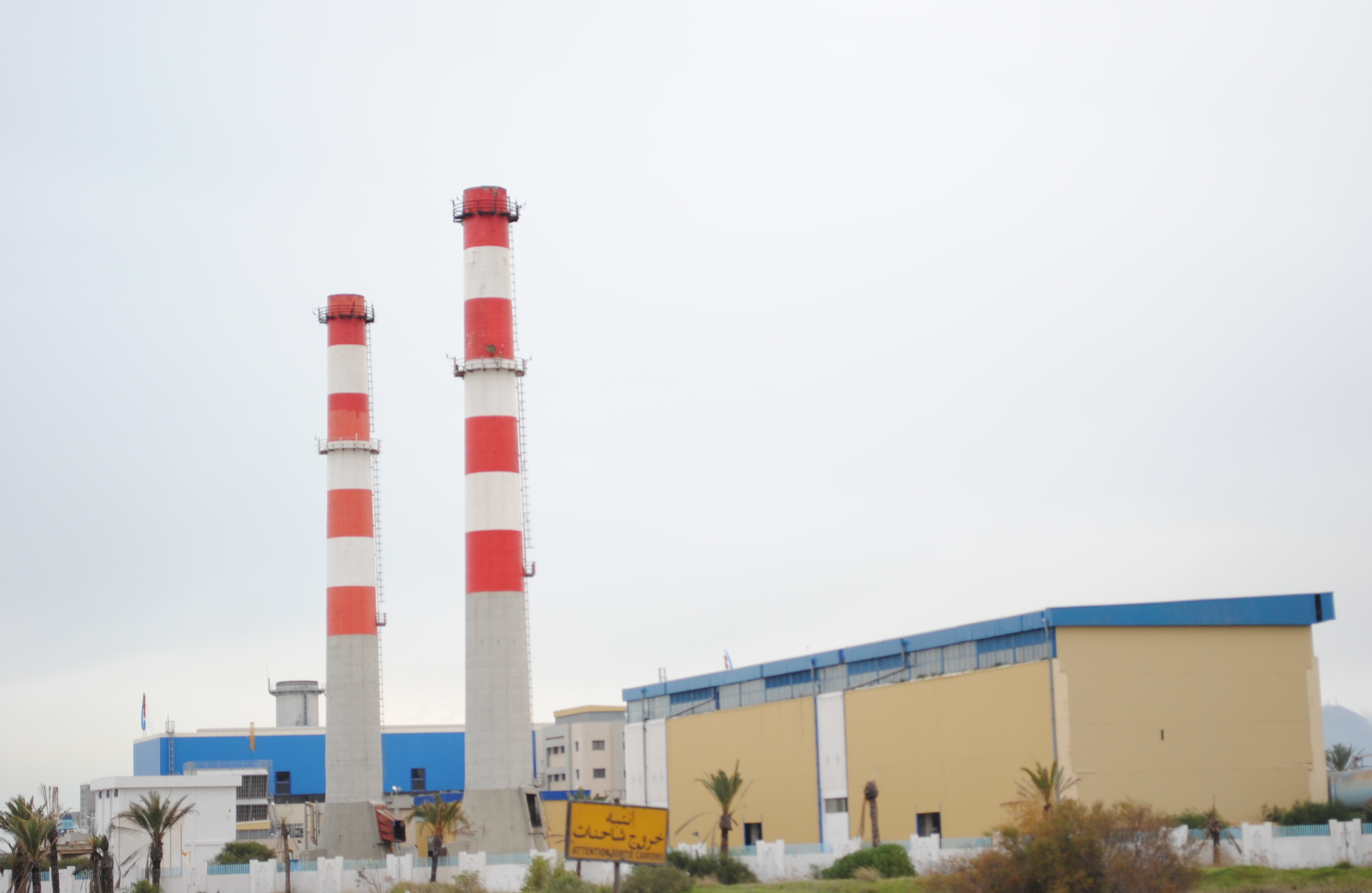
Centrales thermiques Goulette I et II.

Il rejoint en 1967 la Société tunisienne de l'électricité et du gaz (STEG), où il commence une carrière durant laquelle il occupe successivement les postes suivants :
- 1967 : ingénieur à la centrale thermique de Goulette II en cours d'aménagement ;
- 1968 : chef des services exploitation et technique Goulette II ;
- 1969 : chef des deux centrales thermiques Goulette I et II ;
- 1975 : chef de la division production électricité ;
- 1978 : chef du département de la production ;
- 1981 : directeur de la production et du transport ;
- 1984 : directeur de l'équipement ;
- 1992 : directeur central ;
- 1997 : directeur général adjoint.

En 2002, il est nommé par décret présidentiel comme PDG de la société.

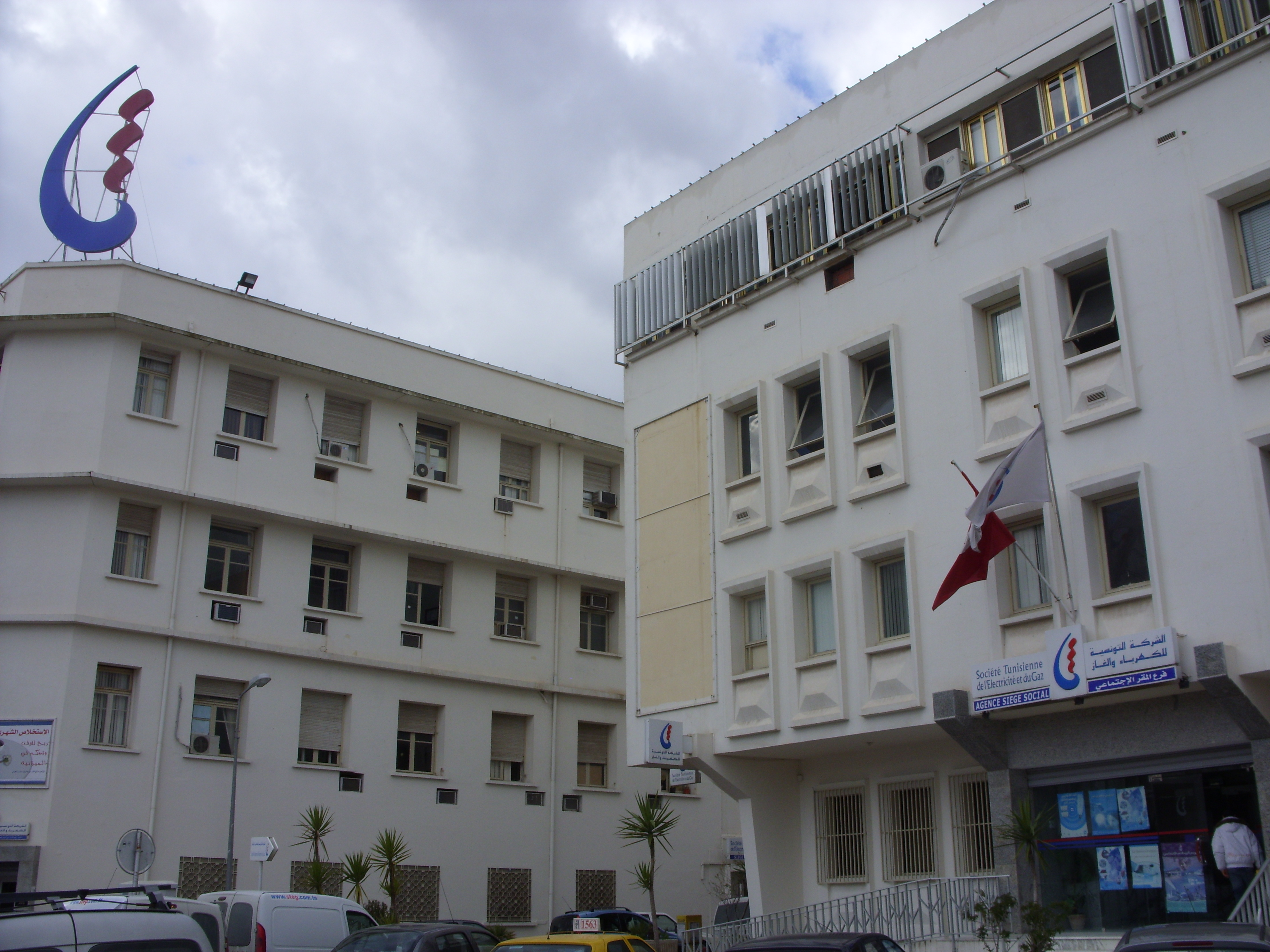
Siège de la STEG à Tunis.

À la tête de la STEG, Othman Ben Arfa promeut la généralisation du gaz naturel et obtient un huitième prêt de la Banque africaine de développement destiné au financement des projets d'assainissement et de restructuration des réseaux de distribution d'électricité.
En 2003, il lui donne une nouvelle identité visuelle. En 2006, il fonde STEG International Services destinée à valoriser l'expérience et le savoir-faire de la société à l'étranger ; la réussite de cette filiale, en particulier en Afrique et au Moyen-Orient, multiplie par dix son capital en trois ans et fait de cette société l'un des plus importants pourvoyeurs de devises du pays[réf. nécessaire]. Parmi les projets les plus significatifs figure un projet d'électrification rurale du Rwanda, un marché de 100 millions de dinars remporté en 2010.
Tenant compte de la demande croissante en électricité, de la fluctuation importante du prix du pétrole et d'une production d'hydrocarbures limité sur le plan national, il décide en 2006, avec l'aval du président Zine el-Abidine Ben Ali, le lancement d'un projet de centrale nucléaire pour la production d'électricité en Tunisie ; l'achèvement du projet est alors prévu pour 2020, avec une installation d'une puissance de 900 MW. Une étude parrainée par l'Agence internationale de l'énergie atomique conclut en 2010 à la possibilité de construire une centrale d'une puissance de 600 MW.
Parmi les réalisations du mandat de Ben Arfa figure également la fondation, en 2010, de la filiale STEG Énergies Renouvelables.
En 2010, paraît le livre Raconte moi la STEG qui retrace l'histoire de la société depuis sa création.
Othman Ben Arfa a également occupé les fonctions suivantes[réf. nécessaire] :
- Président du Comité maghrébin d'électricité ;
- Président de l'Union arabe de l'électricité ;
- Président du comité scientifique de l'Union des producteurs transporteurs et distributeurs d'énergie électrique ;
- Membre de l'Observatoire méditerranéen de l'énergie.

En 2011, à la suite de son départ de la STEG, il devient consultant et fonde le Bureau international de conseil en énergie.

### Rôle sportif
Othman Ben Arfa a été champion de Tunisie de gymnastique[Quand ?].
Il est par ailleurs l'un des premiers à introduire l'aviron et le kayak en Tunisie et préside la Fédération tunisienne d'aviron de 1990 à 2013[réf. nécessaire].

### Vie privée
Othman Ben Arfa est marié et père de deux enfants.
Il est le petit-fils d'Othman Ben Arfa El Boukhari, soldat du 4e régiment de tirailleurs tunisiens, mort pour la France à Verdun le 20 août 1917.

## Décorations
- Chevalier de l'ordre de la République tunisienne[1]